# Johanna Margareta von Tiesenhausen
Johanna Margareta von Tiesenhausen, var en svensk grevinna och hovfunktionär.

## Biografi
Johanna Margareta von Tiesenhausen var dotter till landshövdingen Hans Henrik von Tiesenhausen i Viborgs län. Hon blev 8 december 1750 hovmästarinna hos prinsessan Anna Petrovna av Ryssland och blev senare abbedissa i Vadstena Adliga jungfrustift.

### Familj
von Tiesenhausen gifte sig med kungliga rådet och presidenten, friherre och greve Otto Vellingk (1649–1708), son till översten Otto Vellingk och Christina Mannersköld. De fick tillsammans barnen Anna Christina Vellingk (död 1712) som var gift med överstelöjtnanten, friherre Gustaf Otto Creutz, överstelöjtnanten Otto Mauritz Vellingk (1698–1725) och abbedissan Ottiliana Vellingk (1697–1766) vid Vadstena adliga jungfrustift, som var gift med riksrådet, friherre och greve Swen Lagerberg.